# Réserve d'Healesville
La réserve d'Healesville, aussi appelée parc animalier Sir Colin MacKenzie, est un parc zoologique australien spécialisé dans les animaux locaux. Il se trouve à Healesville dans la banlieue de Melbourne, au Victoria en Australie. Le zoo se trouve dans un environnement naturel de bush avec des sentiers serpentant à travers différents parcs montrant des wallabies, des wombats, des dingos, des kangourous et plus de 200 espèces d'oiseaux originaires d'Australie. Il est géré par le Zoological Parks and Gardens Board de l’État de Victoria, aussi appelé Zoos Victoria, tout comme le Jardin zoologique royal de Melbourne et le Parc zoologique de Werribee (en). 
C'est l'un des deux seuls endroits où l'on ait réussi à se faire reproduire des ornithorynques, l'autre endroit étant le zoo de Taronga à Sydney. Le premier ornithorynque y est né en 1943 alors qu'elle était dirigée par David Fleay. La réserve prend aussi part à la sauvegarde du méliphage cornu une espèce d'oiseau menacée.
Les visiteurs peuvent bénéficier de visites guidées, de spectacles d'oiseaux et de zones d'information.
Colin Mackenzie créa l'institut de recherches anatomiques en 1920 sur 31 hectares  de terres appartenant auparavant à la réserve aborigène Coranderrk. La réserve devint ensuite propriété de la ville d'Healesville en 1927 et prit le nom de réserve de Sir Colin MacKenzie en 1934.

## Installations et faune présentée
- Koala
- Ornithorynque
- Échidné
- Wallaby de Parma
- Pademelon à ventre rouge
- Kangourou roux
- Kangourou gris
- Chat marsupial à queue tachetée
- Diable de Tasmanie
- Dingo
- Émeu
- Ninoxe puissante
- Chouette effraie
- Martin-chasseur géant
- Méliphage cornu
- Apôtre gris
- Lézard à langue bleue
- Varan bigarré
- Acanthophis
- Perruche à ventre orange
- Perruche de Latham
- Ptilope à diadème
- Coucou des buissons
- Psophode à tête noire
- Ibis à cou noir
- Cacatoès à tête rouge
- Talève sultane
- Œdicnème bridé
- Anguille australienne